# Коли Єллоустон вибухне
Коли Єллоустон вибухне (англ. When Yellowstone Erupts) — документальний телефільм про Єллоустонський національний парк 2005 року.
Фільм пояснює, як вчені намагаються передбачити, коли відбудеться наступне виверження Єллоустонського супервулкана та про можливі його наслідки.